# Khandwa
Khandwa è una suddivisione dell'India, classificata come municipal corporation, di 171 976 abitanti, capoluogo del distretto di Khandwa, nello stato federato del Madhya Pradesh. In base al numero di abitanti la città rientra nella classe I (da 100 000 persone in su).

## Geografia fisica
La città è situata a 21° 49' 60 N e 76° 19' 60 E e ha un'altitudine di 312 m s.l.m.

## Società

### Evoluzione demografica
Al censimento del 2001 la popolazione di Khandwa assommava a 171 976 persone, delle quali 88 859 maschi e 83 117 femmine. I bambini di età inferiore o uguale ai sei anni assommavano a 23 197, dei quali 12 086 maschi e 11 111 femmine. Infine, coloro che erano in grado di saper almeno leggere e scrivere erano 122 701, dei quali 68 238 maschi e 54 463 femmine.